# Katie Spencer
Katie Spencer (...) è una scenografa britannica.

## Biografia
È stata candidata agli Academy Award sei volte per la sua decorazione e ambientazione nei film di Joe Wright: Orgoglio e pregiudizio (2005), Espiazione (2007), Anna Karenina (2012), e L'ora più buia (2017); nonché per i principali successi al botteghino come Sherlock Holmes di Guy Ritchie (2009) e La bella e la bestia di Bill Condon. 
Ha lavorato in molti film e serie TV con Sarah Greenwood.

## Filmografia

### Lungometraggi
- La stagione dell'aspidistra (Keep the Aspidistra Flying), regia di Robert Bierman (1997)
- La governante (The Governess), regia di Sandra Goldbacher (1998)
- L'amore dell'anno (This Year's Love), regia di David Kane (1999)
- Romantici nati (Born Romantic), regia di David Kane (2000)
- The Abduction Club, regia di Stefan Schwartz (2002)
- Orgoglio e pregiudizio (Pride & Prejudice) , regia di Joe Wright (2005)
- Il quiz dell'amore (Starter for 10), regia di Tom Vaughan (2006)
- Espiazione (Atonement), regia di Joe Wright (2007)
- Miss Pettigrew (Miss Pettigrew Lives for a Day), regia di Bharat Nalluri (2008)
- Il solista (The Soloist), regia di Joe Wright (2009)
- Sherlock Holmes, regia di Guy Ritchie (2009)
- Hanna, regia di Joe Wright (2011)
- Sherlock Holmes - Gioco di ombre (Sherlock Holmes: A Game of Shadows), regia di Guy Ritchie (2011)
- Anna Karenina, regia di Joe Wright (2012)
- Il traditore tipo (Our Kind of Traitor), regia di Susanna White (2016)
- La bella e la bestia (Beauty and the Beast), regia di Bill Condon (2017)
- L'ora più buia (Darkest Hour), regia di Joe Wright (2017)
- Rebecca, regia di Ben Wheatley (2020)
- Cyrano, regia di Joe Wright (2021)
- Barbie, regia di Greta Gerwig (2023)

## Televisione
- Il segreto della signora in nero (The Tenant of Wildfell Hall) di Mike Barker
- The Moonstone, regia di Robert Bierman – film TV (1997)
- Loving You, regia di Jean Stewart – film TV (2003)
- Fortysomething - serie TV (2003)
- Carlo II - Il potere e la passione (Charles II: The Power & the Passion) – miniserie TV, regia di Joe Wright (2003)

## Riconoscimenti
- Premio Oscar
  - 2006 – Candidatura alla miglior scenografia per Orgoglio e pregiudizio (Pride & Prejudice)
  - 2008 – Candidatura alla miglior scenografia per Espiazione (Atonement)
  - 2010 – Candidatura alla miglior scenografia per Sherlock Holmes
  - 2013 – Candidatura alla miglior scenografia per Anna Karenina
  - 2018 – Candidatura alla miglior scenografia per La bella e la bestia (Beauty and the Beast)
  - 2018 – Candidatura al miglior scenografia per L'ora più buia (Darkest Hour)
  - 2024 – Candidatura alla miglior scenografia per Barbie

- Premio BAFTA
  - 2008 - Candidatura alla miglior scenografia per Espiazione (Atonement)
  - 2013 - Candidatura alla miglior scenografia per Anna Karenina
  - 2018 - Candidatura alla miglior scenografia La bella e la bestia (Beauty and the Beast)
  - 2018 - Candidatura alla miglior scenografia per L'ora più buia (Darkest Hour)
  - 2021 - Candidatura alla miglior scenografia per Rebecca
  - 2022 - Candidatura alla miglior scenografia per Cyrano
  - 2024 - Candidatura alla miglior scenografia per Barbie

- European Film Awards
  - 2013 - Miglior scenografia per Anna Karenina

- BAFTA Television Awards
- 1997 - Candidatura per miglior scenografia per Il segreto della signora in nero (The Tenant of Wildfell Hall)
- 2004 - Candidatura per miglior scenografia per Carlo II - Il potere e la passione (Charles II: The Power & the Passion)